# Subdivisões do Haiti
As subdivisões do Haiti compreendem departamentos, distritos e comunas.

## Departamentos
O Haiti está dividido em dez departamentos:
1. Artibonite
2. Centro
3. Grande Enseada
4. Nippes (criado em 2003)
5. Norte
6. Nordeste
7. Noroeste
8. Oeste
9. Sudeste
10. Sul

## Departamentos e Comunas
Há, no Haiti, 41 departamentos e 133 comunas.